# درة بيدي سفيدار (سبيدار)
درة بیدي سفیدار (بالفارسية: دره بیدی سفیدار) هي قرية تقع في إيران في قسم سبیدار الريفي. يقدر عدد سكانها بـ 29 نسمة بحسب إحصاء 2016.